# Мемориальный парк Шумарице
Мемориальный парк Шумарице, также известный под названием Мемориальный парк «Крагуевацкий октябрь» (серб. Спомен-парк Крагујевачки октобар) расположен примерно в 150 километрах от Белграда.
Это место стало братской могилой для более 7000 жителей Крагуеваца, которые были расстреляны немцами в октябре 1941 года.
Мемориальный парк Шумарице в Крагуеваце был создан с целью сохранения памяти об этой кровавой резне во время Второй мировой войны.
В 1963 году была открыта библиотека Мемориального парка Шумарице, в 1964 — году — была начата издательская деятельность.
В 1971 году на территории Мемориального парка Шумарице у монумента расстрелянным ученикам и учителям был проведён первый «Большой школьный час». Это мероприятие стало ежегодным.
15 февраля 1976 года в Мемориальном парке Шумарице был открыт музей «21 октября».
27 декабря 1979 года Мемориальный парк был признан Культурным достоянием Сербии (серб. Културно добро од изузетног значаја)». В 2021 году мемориальный парк награждён Орденом Звезды Карагеоргия III степени (серб. Карађорђеве звезда трећег степена)».
В 2002 году в Мемориальном парке был заложен фундамент храма-часовни новомучеников Крагуеваца. Строительство было завершено в 2006 году.

## Крагуевацкая трагедия
Массовые расстрелы в Крагуваце в октябре 1941 года были величайшим преступлением германского вермахта, во время Второй мировой войны.
В оккупированной немецкими захватчиками Сербии действовали местные антифашистские партизанские группы. Совместные действия участников сопротивления (партизанские отряды и четников) привели к восстанию на территории Западной Сербии и формированию Ужицкой республики.
В августе 1941 года первые признаки сопротивления начались в городе Крагуеваце и его окрестностях. 10 октября 1941 года генерал Франц Бёме, командующий немецкими войсками в Сербии, отдал приказ о расстреле мирных жителей: за каждого убитого немецкого солдата по 100 человек, за каждого раненого — по 50.
16 октября 1941 года в бою с четниками и партизанами на дороге Крагуевац — Горни Милановац были убиты 10 и ранены 26 солдат немецкой армии. И уже 18 октября начались первые аресты и расстрелы мирных жителей. В период с 18 по 21 октября 1941 года было убито около 7000 человек, из которых больше чем 2792 были убиты 21 октября в Крагуеваце. Это была самая кровавая резня, которая длилась дольше 7 часов. Среди погибших 21 октября было 270 детей и подростков, младшему из которых было 11 лет. Только 38 человек смогли спастись с места казни.
21 октября 1944 года Крагуевац был освобождён от фашистских захватчиков.

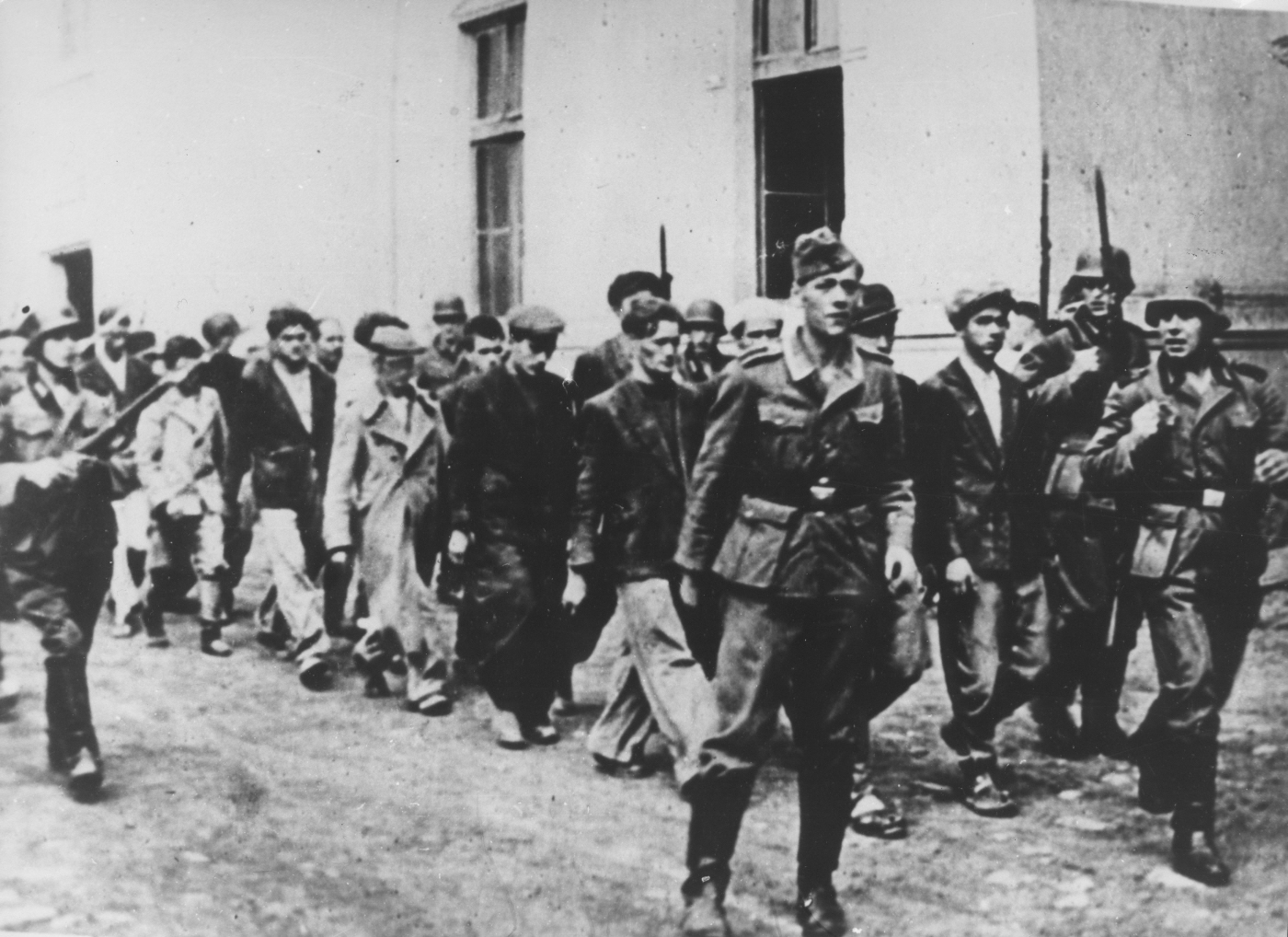
Аресты в Крагуеваце, 1941 год
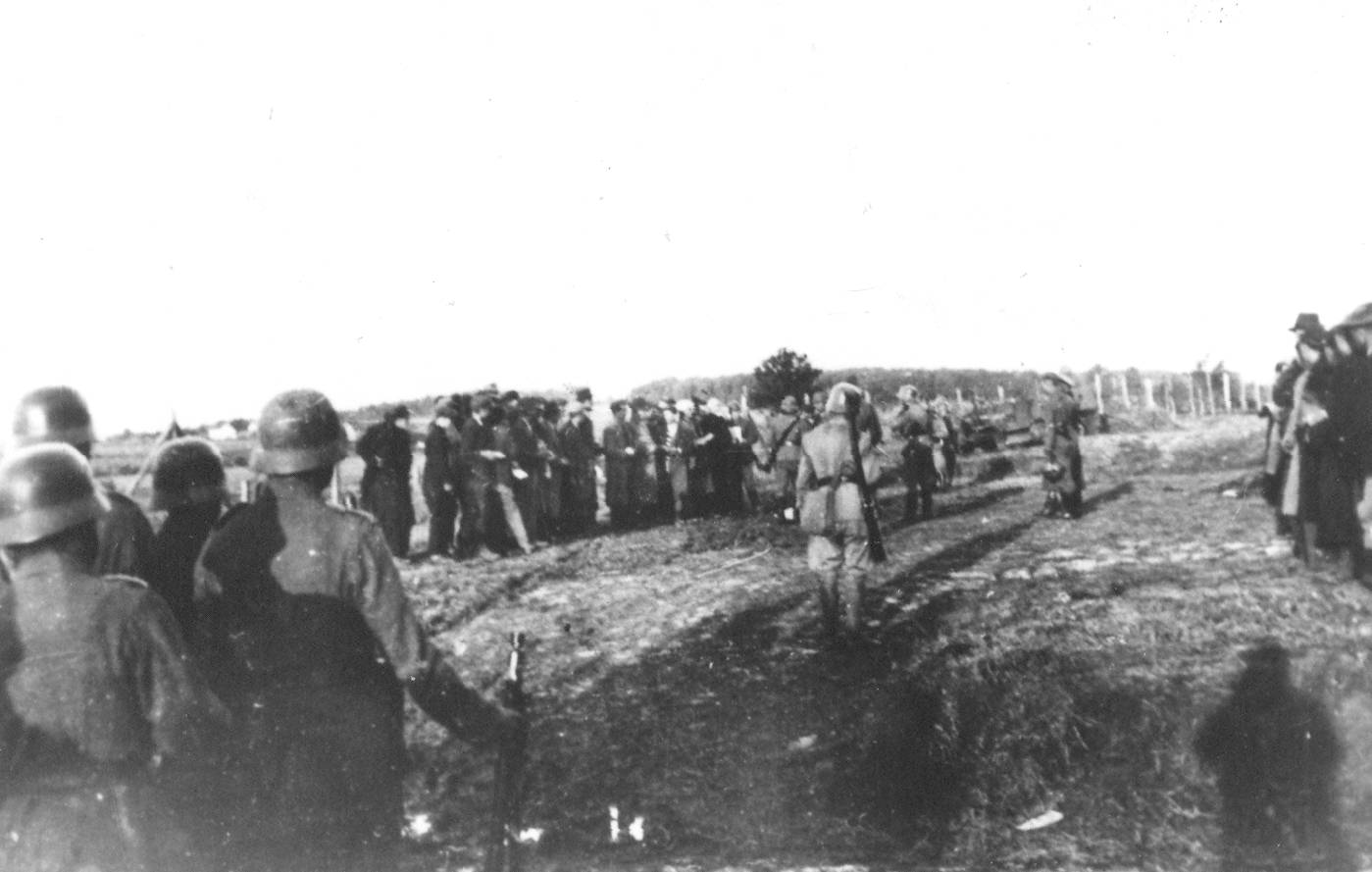
Расстрелы в Крагуеваце, 1941 год
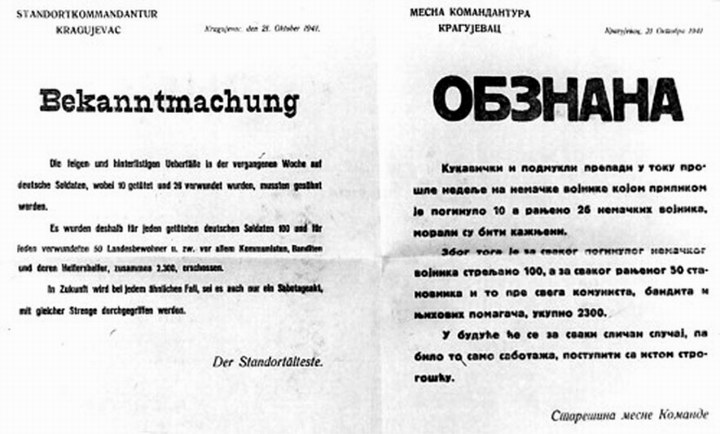
Уведомление от 21 октября 1941 года

Списки расстрелянных мирных жителей размещены на сайте Мемориального парка Шумарице www.spomenpark.rs.

## Памятники Мемориального парка
Решение о создании Мемориального парка Шумарице было принято 9 августа 1953 года в Белграде.
В память о жертвах расстрелов всё пространство Шумарицы было преобразовано в Мемориальный парк, в котором в общей сложности находятся двенадцать монументальных памятников.

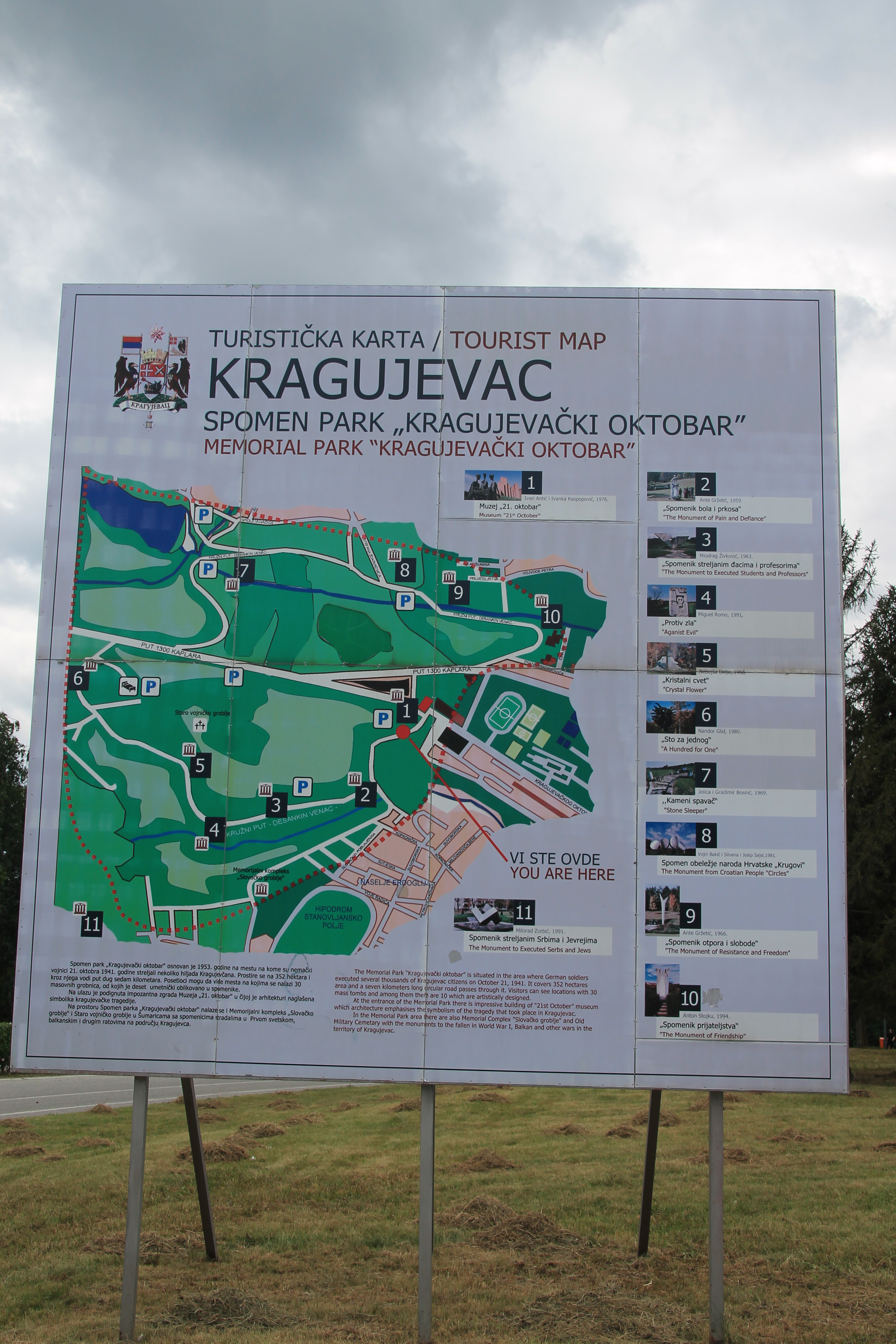
План мемориального парка Шумарице
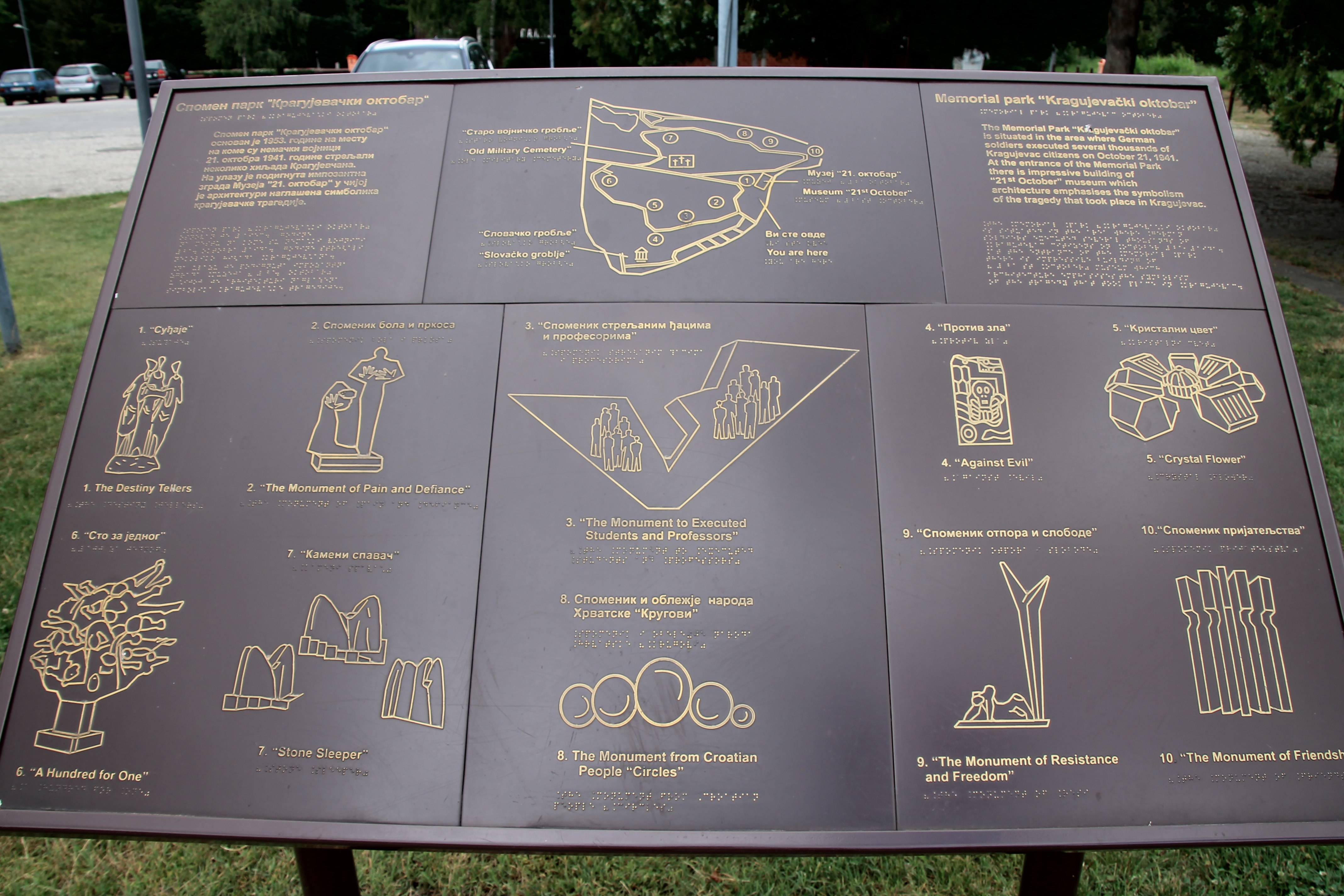
Памятники мемориального парка Шумарице
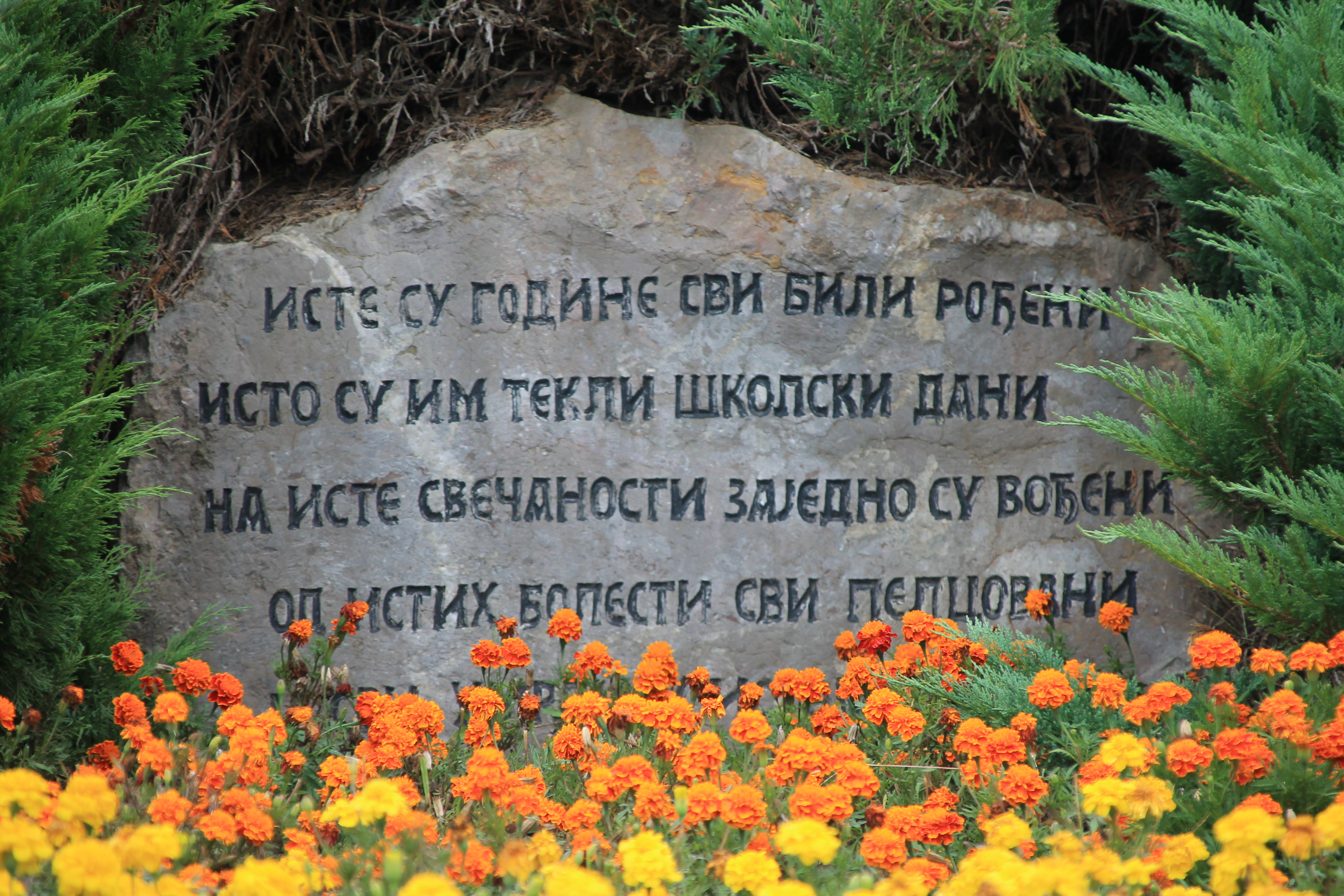
Мемориальный парк Шумарице
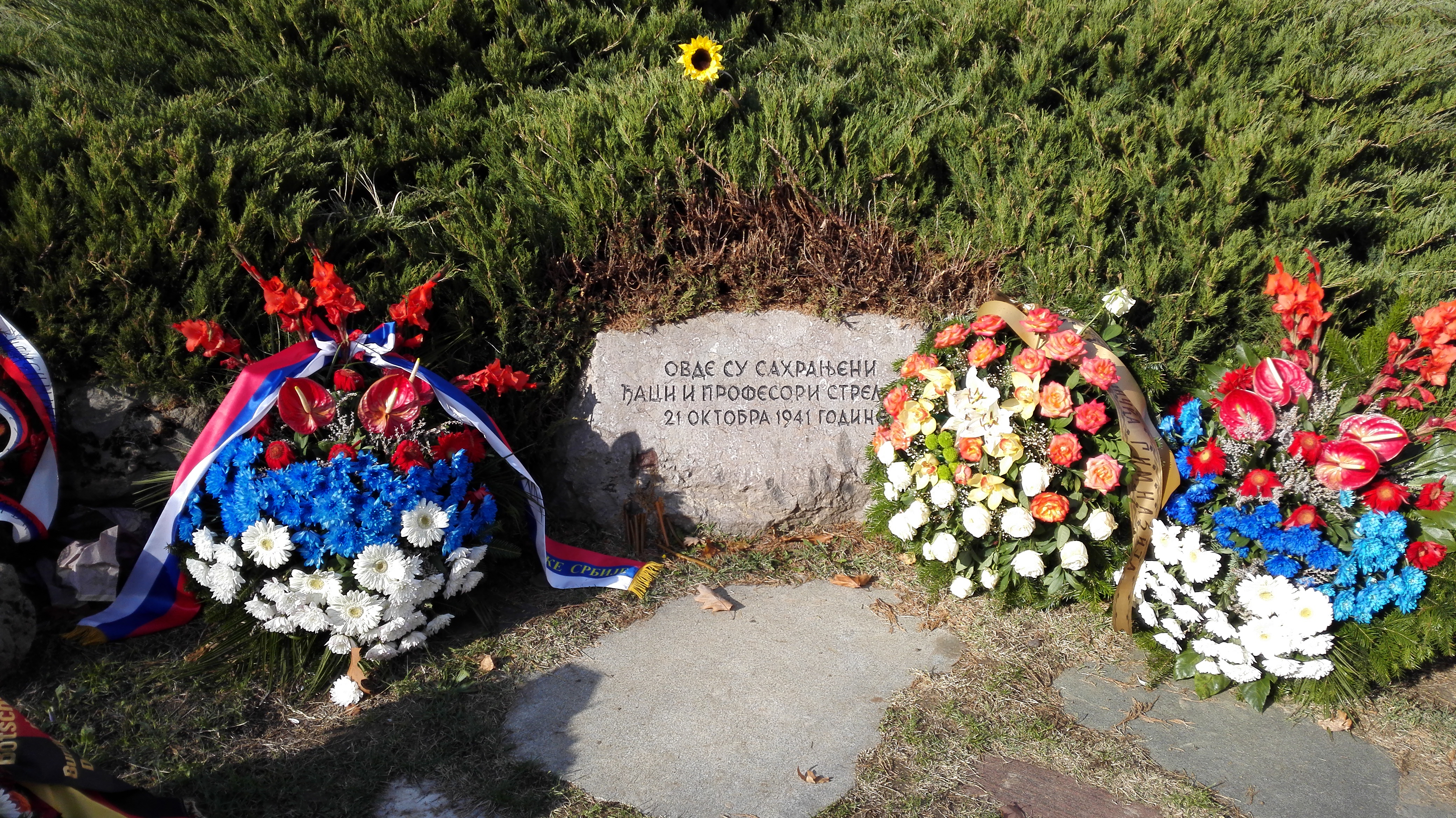
Мемориальный парк Шумарице, место захоронения
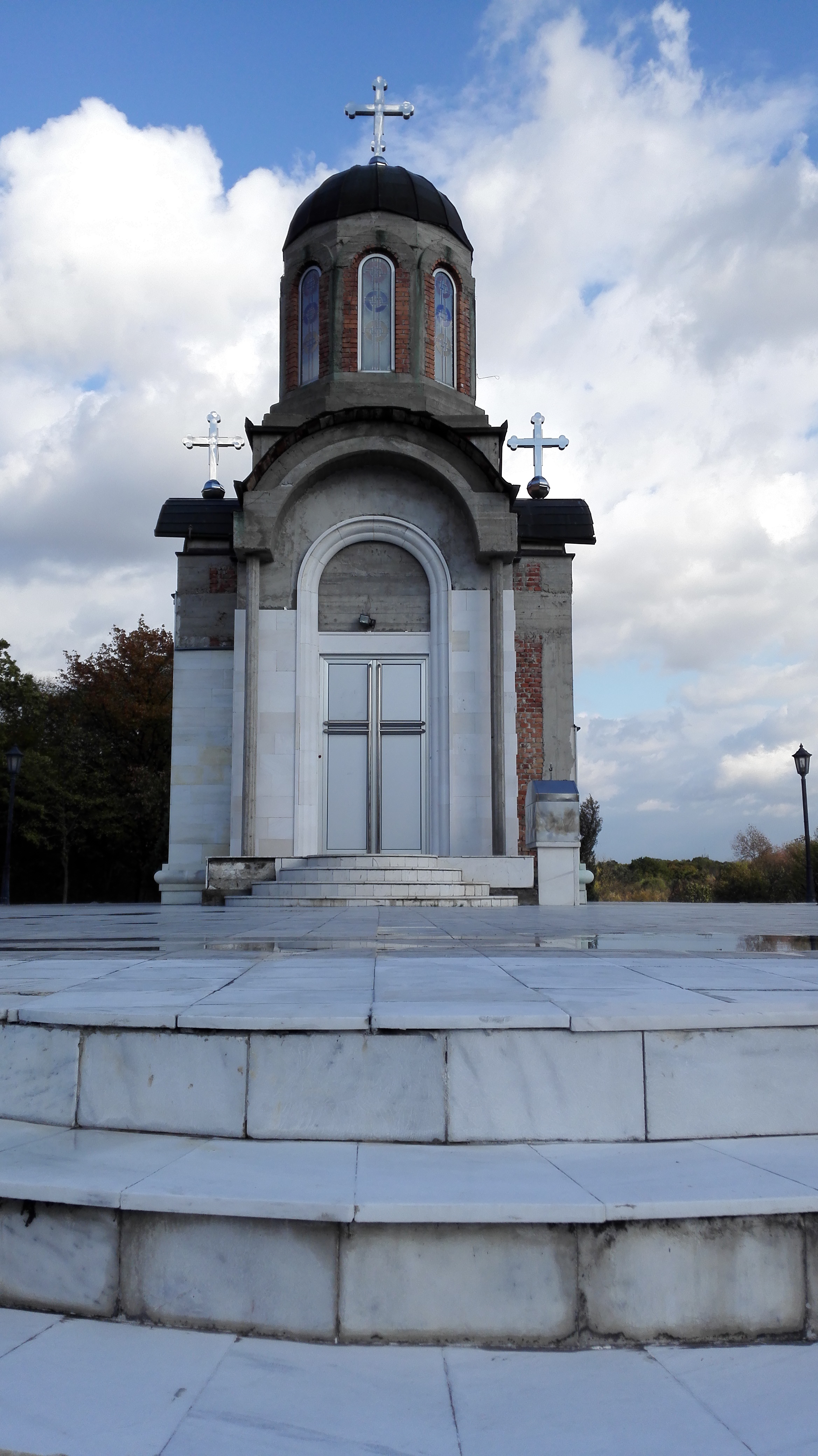
Мемориальный парк Шумарице, церковь мучеников Крагуеваца

В 1954 году был проведён конкурс проектов, в котором лучшим был признан проект белгородских архитекторов Михайло Митровича (серб. Михајлo Митровић), Радивоя Томича (серб. Радивоја Томић) и ландшафтного архитектора Смиляна Клайча. В 1955 году было начато обустройство мемориального парка.
Площадь мемориального парка составляет 350 га. Основными элементами парка являются братские могилы, которые соединены 7-ми километровой кольцевой дорогой. Зелёные насаждения были облагорожены и оформлены в виде парка-леса.
В парке 30 братских могил и монументальных памятников, увековечивающие память о людях, погибших в октябре 1941 года. В 29 братских могилах похоронены люди, расстрелянные 21 октября 1941 года. Ещё одна могила находится за пределами мемориального парка в посёлке Центральная радионица (серб. Централна радионица), в ней похоронены сербы и евреи убитые 20 октября 1941 года.

### Монументы Мемориального парка
|                                                 | Монумент боли и неповиновения (серб. Споменик Бола и Пркоса, 1959 г.) 44° 01' 18.58" с.ш., 20° 53' 04.88" в. д. Две людские фигуры из белого мрамора изображены в предсмертном спазме. Фигура мужчины согнута от боли и медленно падает на землю. Фигура женщины сильно выгнута назад, запрокинув голову она кричит от боли, но всё же стоит, бросая вызов смерти. Скульптор Анте Гржетич (серб. Анте Гржетић. Скульптура была изображена на почтовой марке ГДР в 1967 году. Мемориал посвящён памяти студентки-партизанки Нады Наумович (серб. Нада Наумовић / Nada Naumović; 22 апреля 1922, Крагуевац — 21 октября 1941, Шумарице). 20 декабря 1951 года Наде Наумович было посмертно присвоено звание Народного героя Югославии. |
|                                                 | Монумент «Прерванный полёт» (Памятник расстрелянным ученикам и учителям) 44° 0' 57,8" с.ш., 20° 53' 9,1" в. д. Этот памятник увековечивает память о расстрелянных 21 октября 1941 года учениках и их учителях. Монумент из бетона изображён в виде белой птицы. Она прерывает свой полёт, так как её крыло сломано. Полёт птицы символизирует молодость и жизнь, но в один миг всё это обрывается… Расстрелянным детям было от 8 до 15 лет. Мемориал установлен прямо на месте братской могилы убитых учеников и учителей. Этот памятник стал символом города. Скульптор Миодраг Живкович (серб. Миодраг Живковић; 1928—2020). Мемориал был отмечен на югославской почтовой марке.                                                   |
|                                                 | Памятник сопротивления и свободы (серб. Споменика отпора и слободе, 1966 г.) 44° 01' 18.58" с.ш., 20° 53' 04.88" в. д. Памятник изготовлен в виде бронзовой статуи и бетонного обелиска высотой около 12 метров. Бронзовая статуя изображает человека, который смертельно ранен и полулежит на земле. Он символизирует убитых здесь людей. Вершина обелиска имеет сходство с латинской буквой «V», которая означает победу жизни над смертью. Скульптор Анте Гржетич (серб. Анте Гржетић. |
|                                                 | Монумент «Хрустальный цветок» (серб. Кристални цвет, 1968 г.) 44° 1' 1.9" с.ш., 20° 52' 57.2" в. д. Монумент посвящён пятнадцати цыганским мальчикам чистильщикам обуви в возрасте от 12 до 15 лет, котjрые были расстреляны вместе с группой взрослых людей. Распускающийся бутон цветка и его белизна говорят о чистоте и невинности юности. Но цветок разрезан на две части, а его чашелистики чёрного цвета, что символизирует конец жизни в юные годы и тьму подземного мира. Скульптор Небойша Деля (серб. Небојша Деља). |
|                                                 | Мемориальный ансамбль «Каменные стога» (серб. Камени спавач, 1970 г.) 44° 1' 38,4" с.ш., 20° 52' 57,7" в. д. Монумент увековечивает память об убитых здесь жителях близлежащих деревень и городов. Этот монумент объединяет две братские могилы. Венок из небольших бетонных пилонов, небольшие террасные площадки, покрытые бетонными плитами, различные абстрактные мраморные скульптуры и мраморный цилиндр. Всё это внешне напоминает сельский двор со стогами сена. Скульпторы Градимир Боснич (серб. Градимир Боснић) и Елица Боснич (серб. Јелица Боснић). |
|                                                 | Памятник «Вечный огонь свободы» (серб. Вечни пламен слободе, 1978 г.) 44° 01′ 18,58″ с.ш., 20° 53′ 04,88″ в. д. Вечный огонь был зажжён президентом Югославии Иосипом Броз Тито (серб. Јосип Броз Тито) и горел два месяца подряд. Затем огонь зажигали на время и позже погасили совсем. 21 октября 2011 года огонь зажгли снова. Скульптор Драган Борджевич (серб. Драган Ђорђевић). |
|                                                 | Скульптура «Человек без иллюзий» (серб. Човек без илузија, 1979 г.) 44° 01′ 18,58″ с. ш., 20° 53′ 04,88″ в. д. Удлинённая фигура человека, сидящего на стуле, с опущенной головой. Его голова упирающейся в грудь. Скрещённые длинные руки, в которых он держит три увядших цветка, опустились на колени. Вся фигура под тяжестью несчастья искривляется и готова уйти под землю. Эта бронзовая скульптура находится на лужайке возле музея «21 октября». Скульптор Йован Солдатович (серб. Јован Солдатовић). |
|                                                 | Скульптура «Судицы» (серб. Суђаје, 1979 г.) 44° 01′ 18,58″ с. ш., 20° 53′ 04,88″ в. д. По славянской мифологии существуют три существа женского пола cуженицы (судицы), которые определяют судьбу ребёнка при рождении: молодые девушки-судицы приносили удачу, с старые — предвещали несчастья. Бронзовая скульптура «Судицы» изображает новорождённого младенца на руках у трёх костлявых старух, которые связаны с судьбой всех, кто нашёл своё последнее пристанище в мемориальном парке Шумарице. Скульптура находится в самом начале мемориального комплекса перед зданием музей. Скульптор Йован Солдатович (серб. Јован Солдатовић).                                                                                         |
|                                                 | Памятник «Сто за одного» (серб. Сто за једног, 1980 г.) Приступный приказ генерала Франца Бёме, о расстреле мирных жителей в соотношении 100 к 1 (за каждого убитого солдата вермахта расстреливать 100 мирных жителей) лёг в основу замысла создания бронзового памятника «Сто за одного». Человеческие тела переполненные болью переплетаются в предсмертных судорогах. Их очертания постепенно исчезают и превращаются в крону дерева, которое символизирует жизнь. Скульптор Нандор Глид (серб. Нандор Глид). |
|                                                 | Памятник хорватскому народу (серб. Спомен-обележје народа Хрватске, 1981 г.) С древних времён круг считался символом совершенства и целостности. Памятник состоит из 7 деформированный кругов. Эти стальные диски указывают на то, что представление о совершенстве жизни может быть нарушено одним преступлением, которое было совершено на этом месте. Скульптор Воин Бакич (серб. Војин Бакић; 05.06.1915 — 18.12.1992), архитекторы Иосип (серб. Јосип Сајсл) и Сильвия Сайсл (серб. Силвана Сајсл). |
|                                                 | Памятник «Против зла» (серб. Против зла, 1991 г.). Памятник оформлен в стиле народов майя. Но его тема христианская. Разветвлённые рельефные символы Страшного суда призывают задуматься о награде или наказании за свои дела. Скульптор Мигель Ромо (серб. Мигуел Ромо). |
| Памятник расстрелянным сербам и евреям, 1991 г. | Памятник расстрелянным сербам и евреям (серб. Споменик стрељаним Србима и Јеврејима, 1991 г.) Памятник расстрелянным сербам и евреям представляет собой абстрактный куб, состоящий из соединённых между собой параллелепипедов. Куб — это символ стабильности и неизменности связей между двумя народами. С верхнего ракурса памятник представляет собой шестиконечную звезду Давида. Памятник установлен за пределами мемориального парка возле братской могилы на месте расстрела сербов и евреев 20 октября 1941 года. Скульптор Милорад Зорбич (серб. Милорад Зорбић). |
|                                                 | Памятник Дружбы (серб. Споменик пријатељства, 1994 г.). Памятник в форме открытой книги с разведёнными листами. Листы книги, если смотреть на памятник спереди, сливаются в форму голубя мира. Скульптор Антун Стойку (серб. Антун Стојкуа). |

## Музей 21 октября
Открытие музея состоялось 15 февраля 1976 года.
Здание музея находится у самого входа в мемориальный комплекс.
Архитекторы Иван Антич (серб. Иван Антић; 03.12.1923 г., Белград — 25.11.2005 г., Белград) и Иванка Распопович (серб. Иванка Распоповић; 1930 г., Белград — 08.06.2015 г.).
Здание полностью вписывается в общую концепцию мемориального комплекса. Красный кирпич, из которого построено само здание, символизирует пролитую кровь. Здание имеет вид креста, что ассоциируется со смирением и страданием. 33 башни разной высоты ассоциируются с братскими могилами, расположенными как в самом комплексе, так и за его пределами.
В башнях нет окон, что указывает на то, что выхода нет, что нет надежды на спасенье.

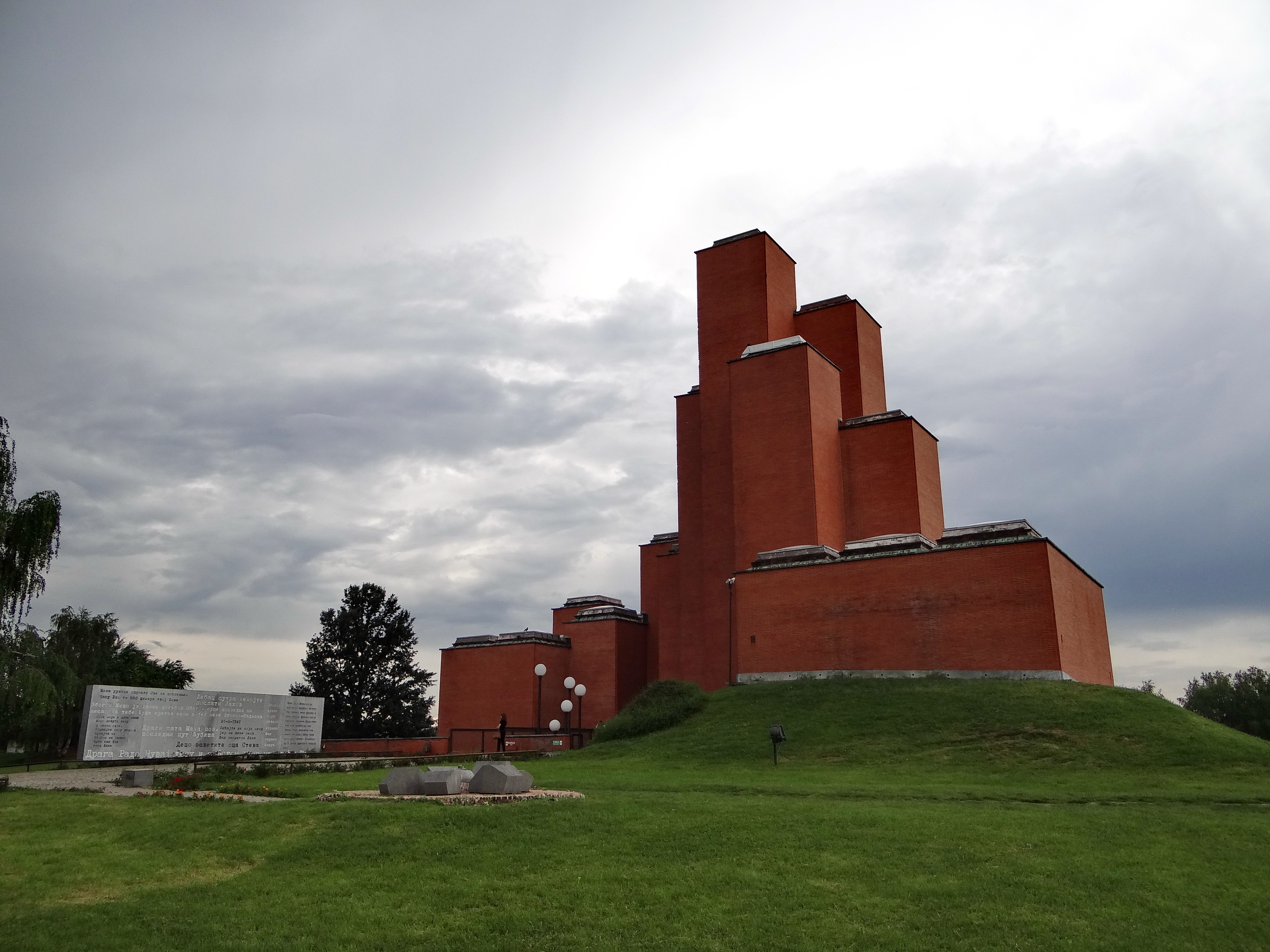
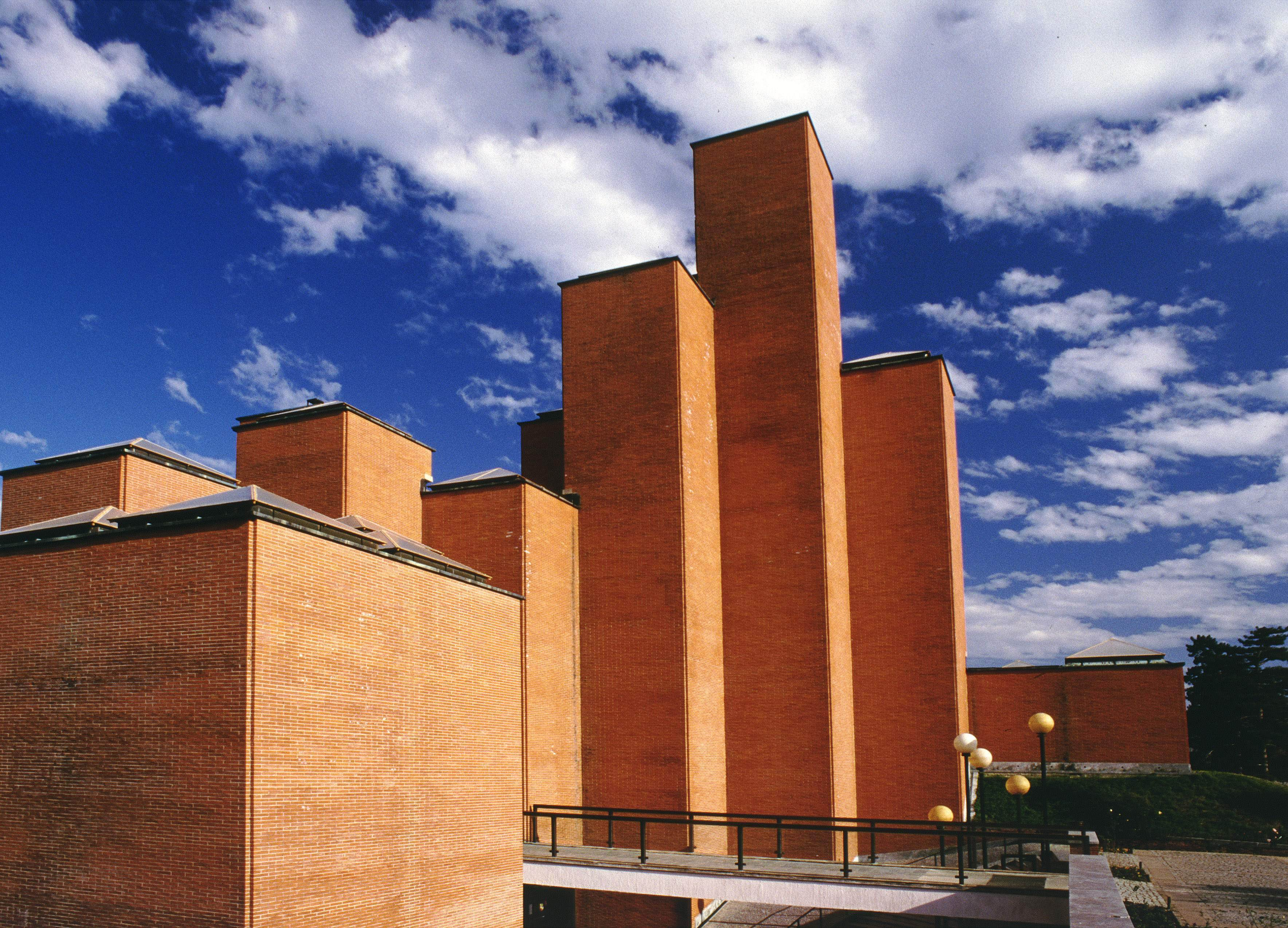
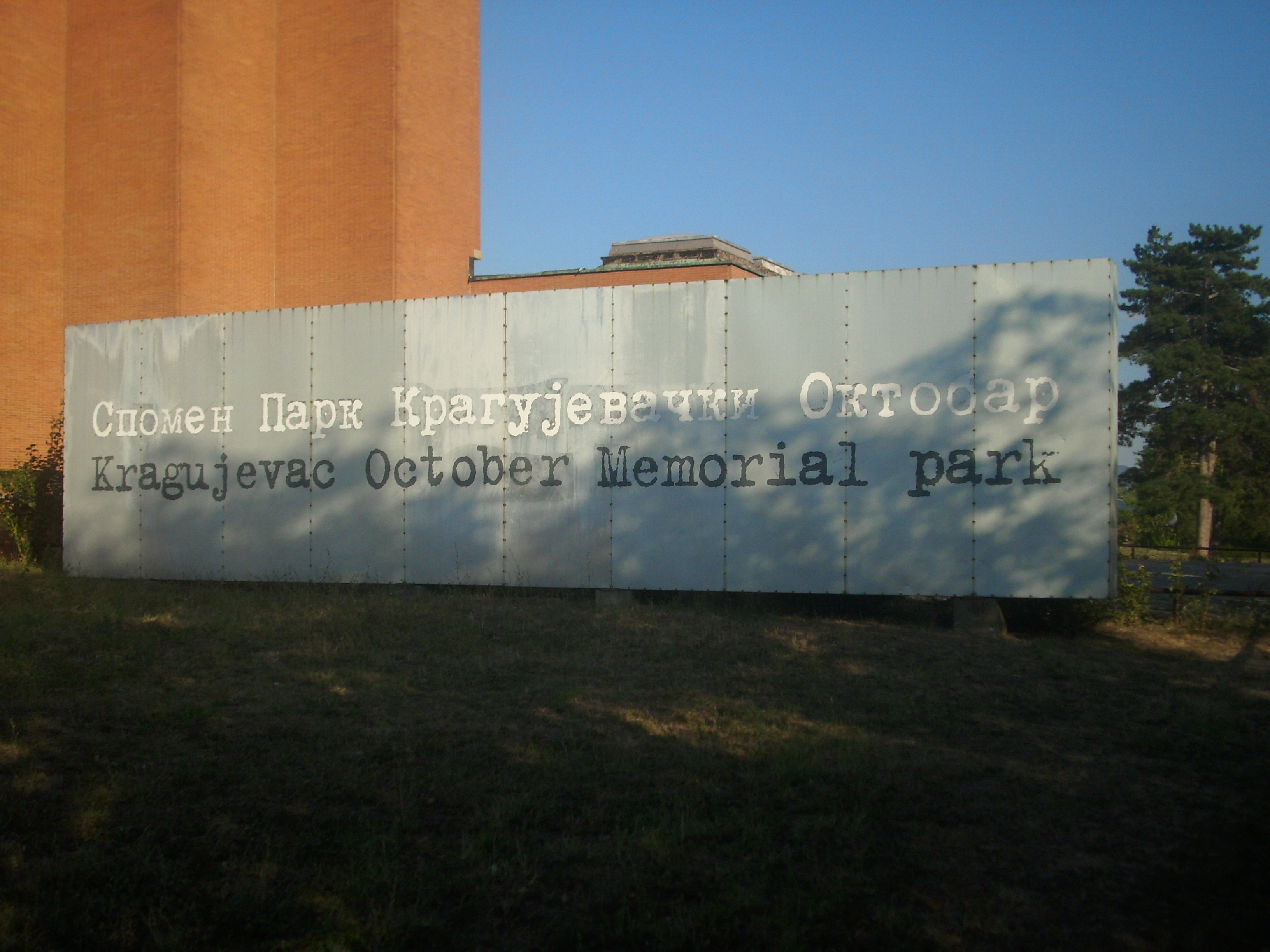
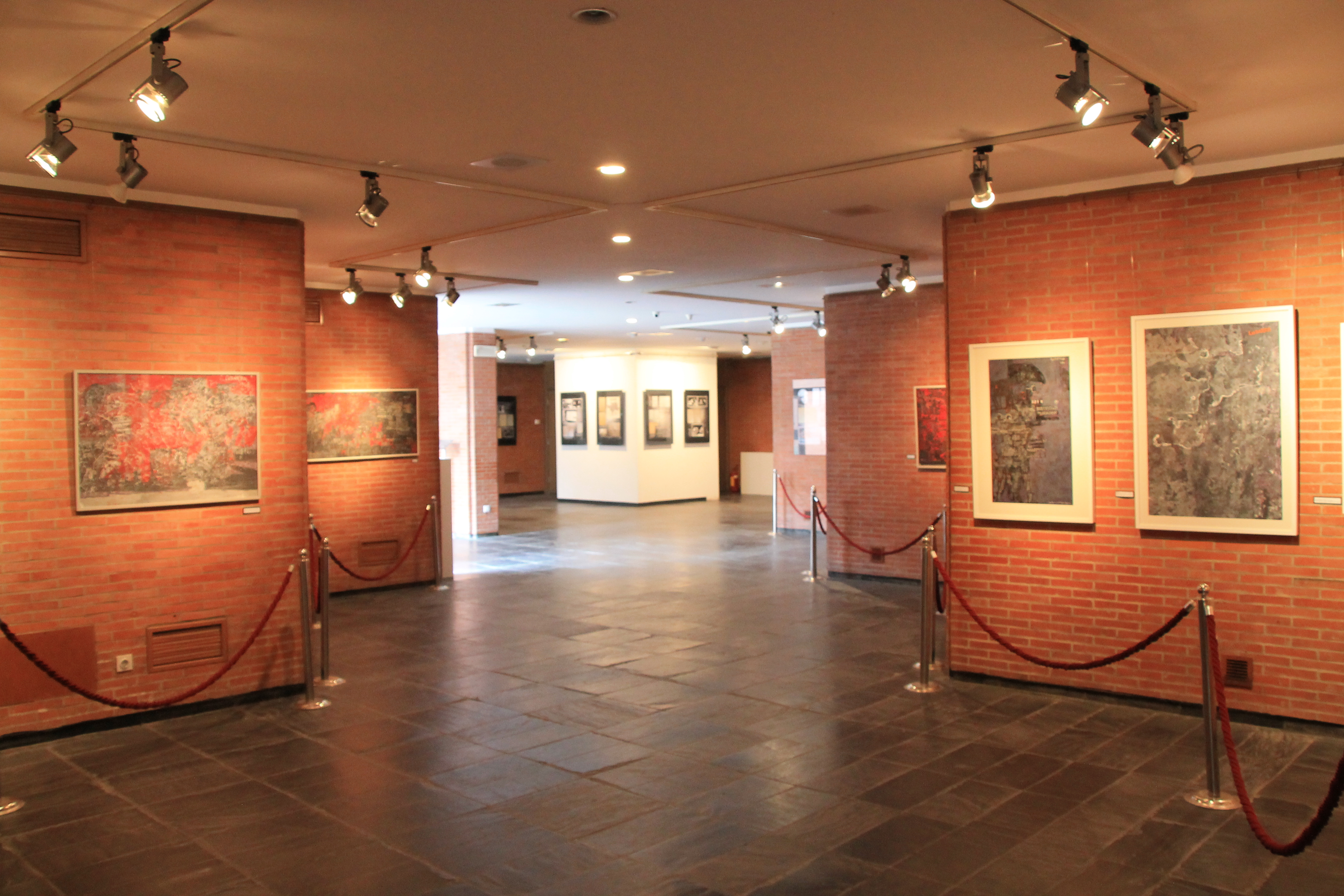
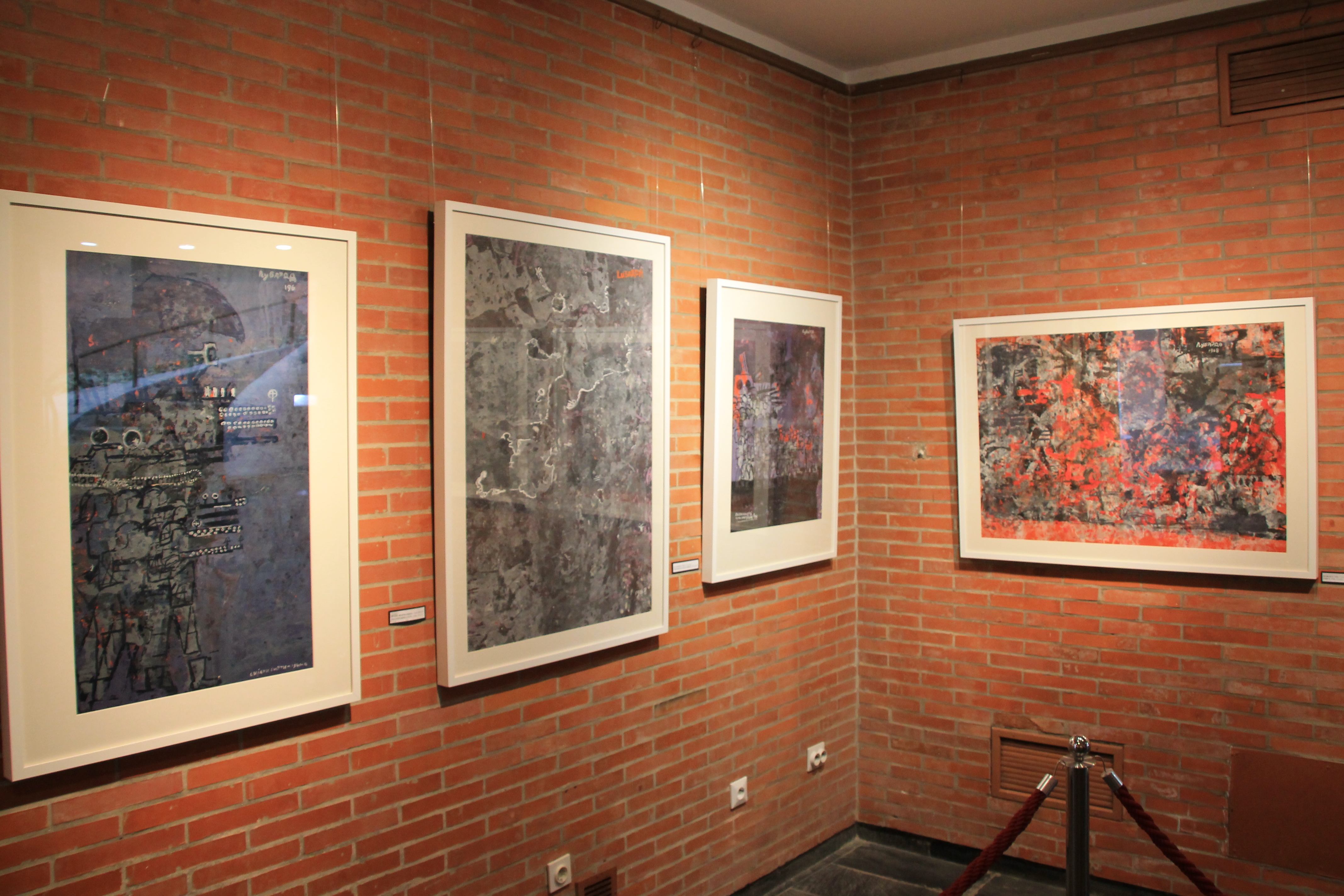
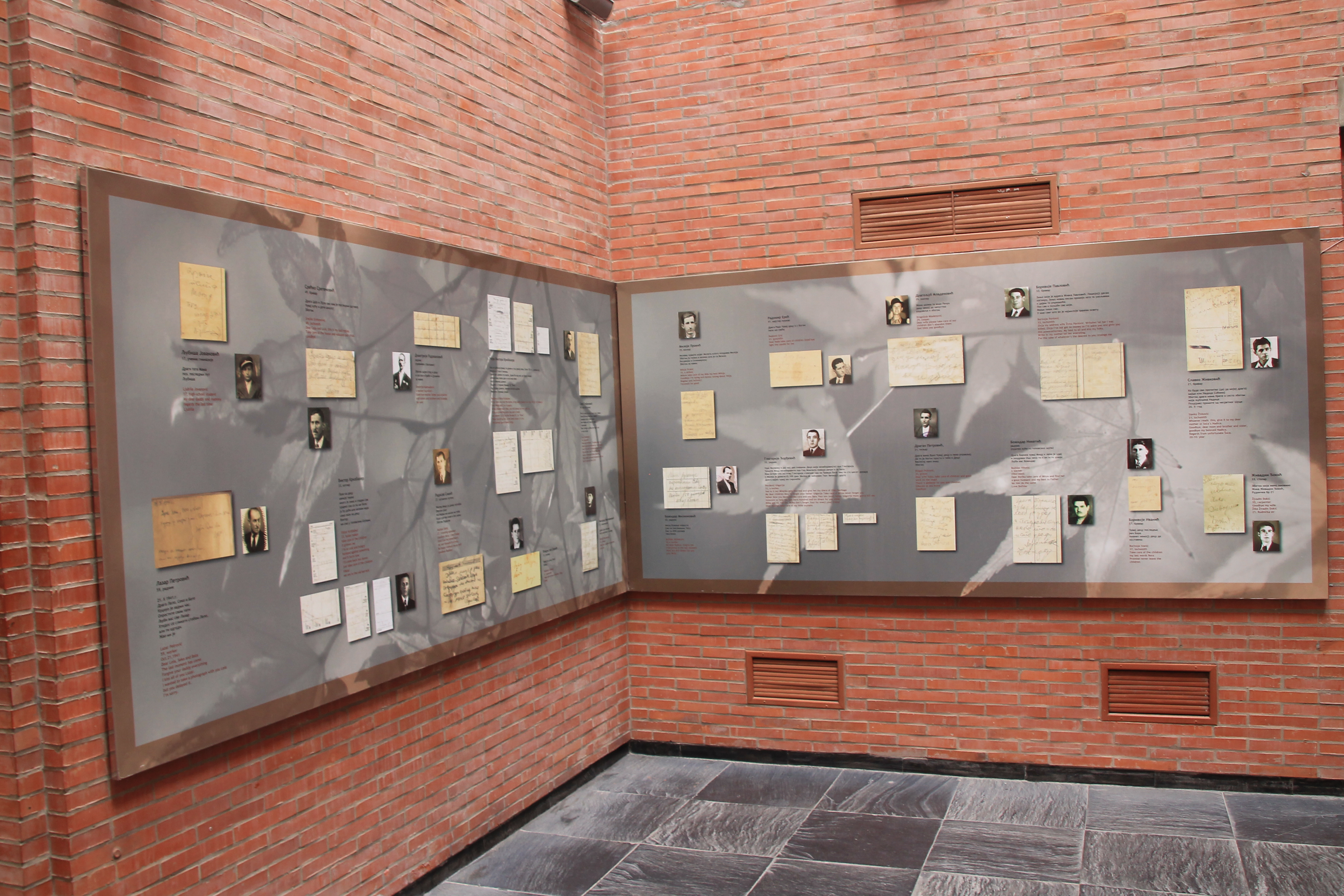
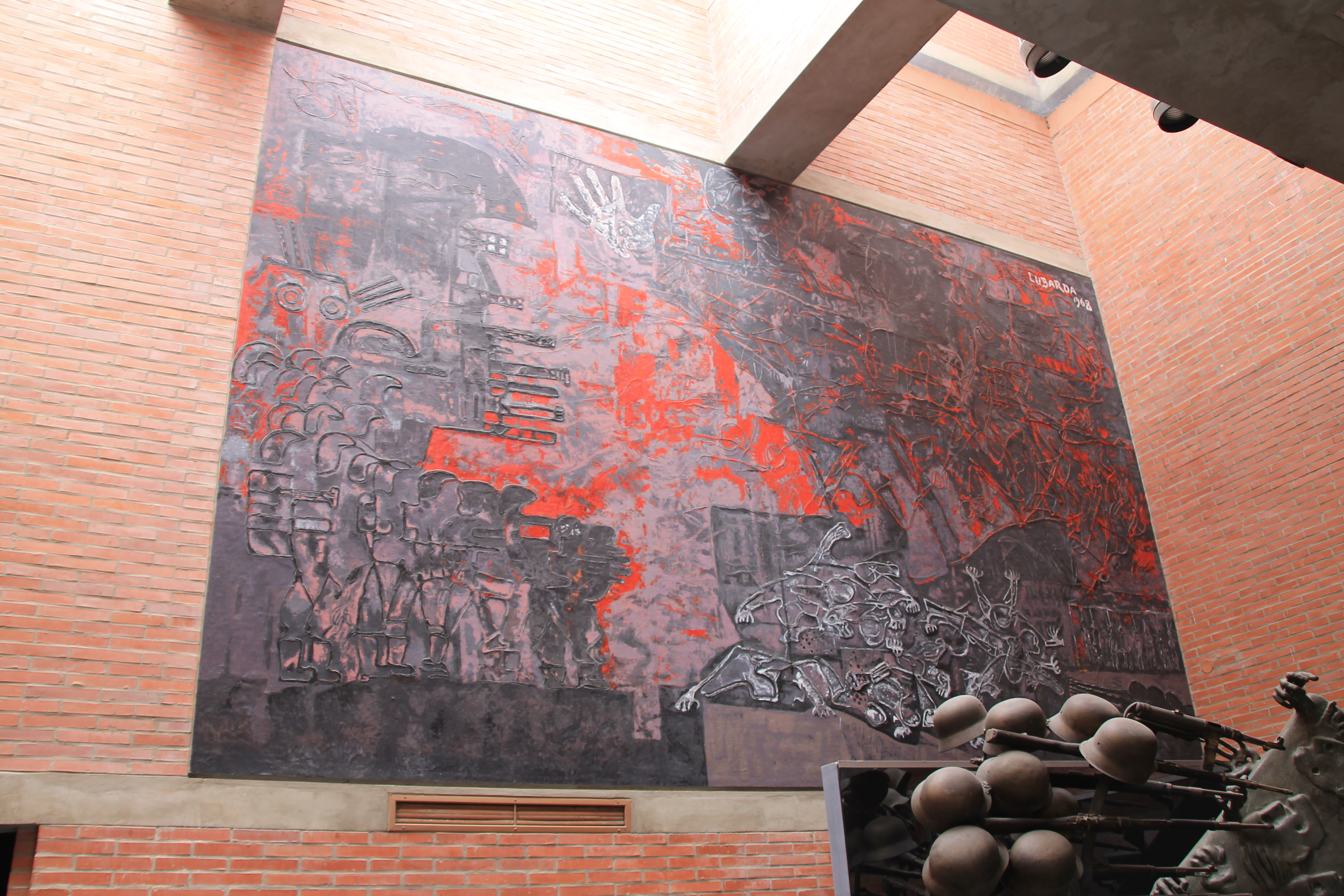
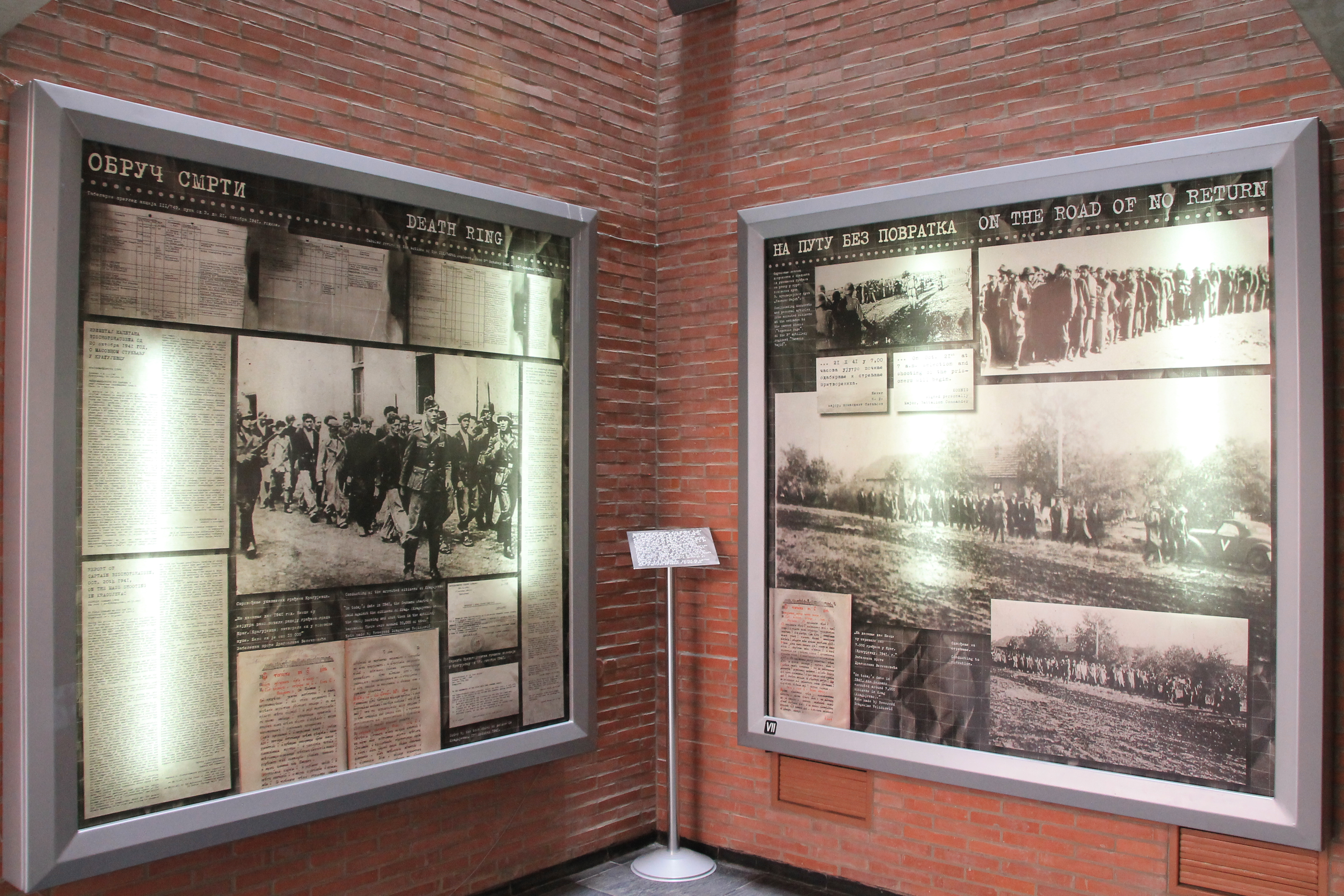
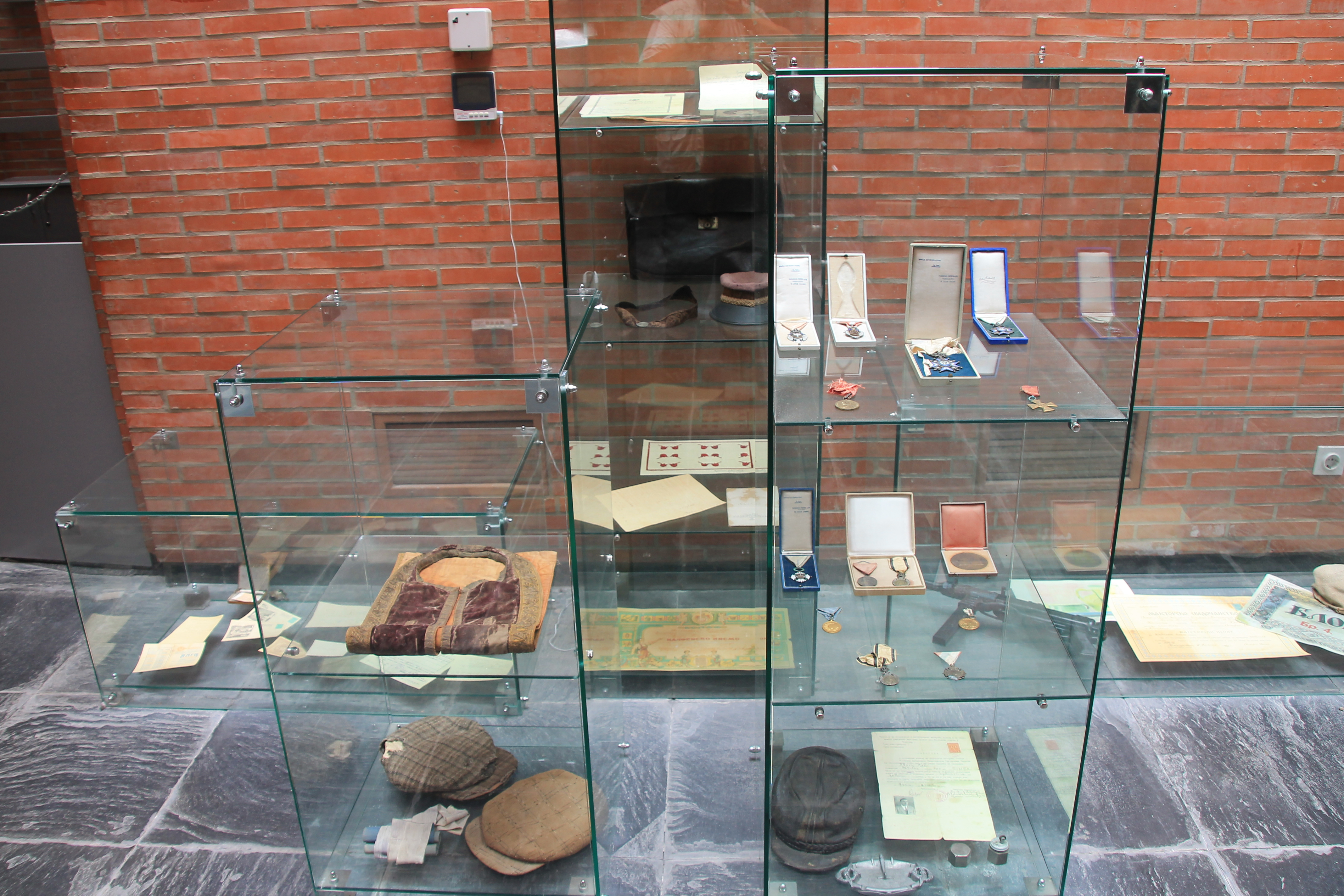
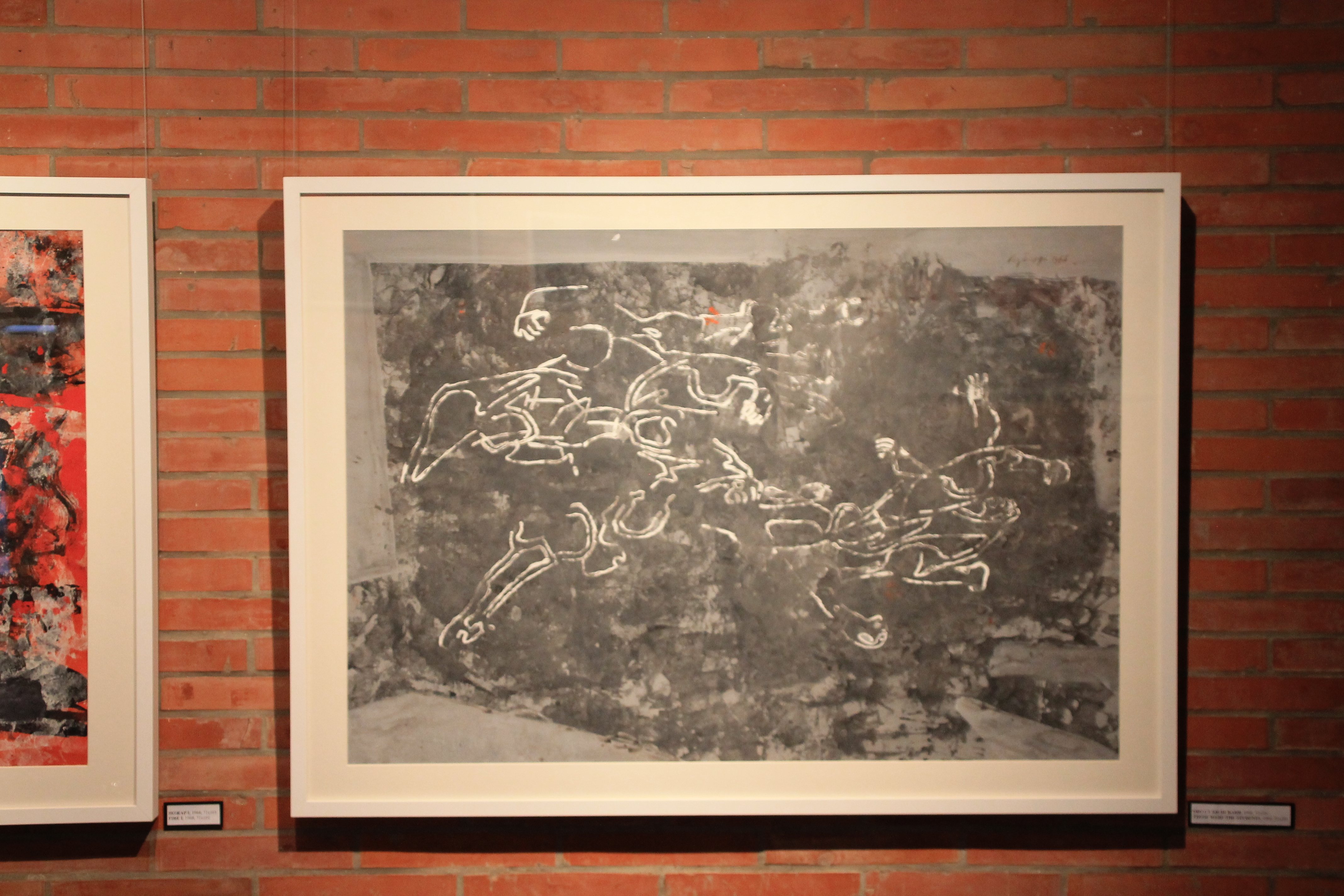
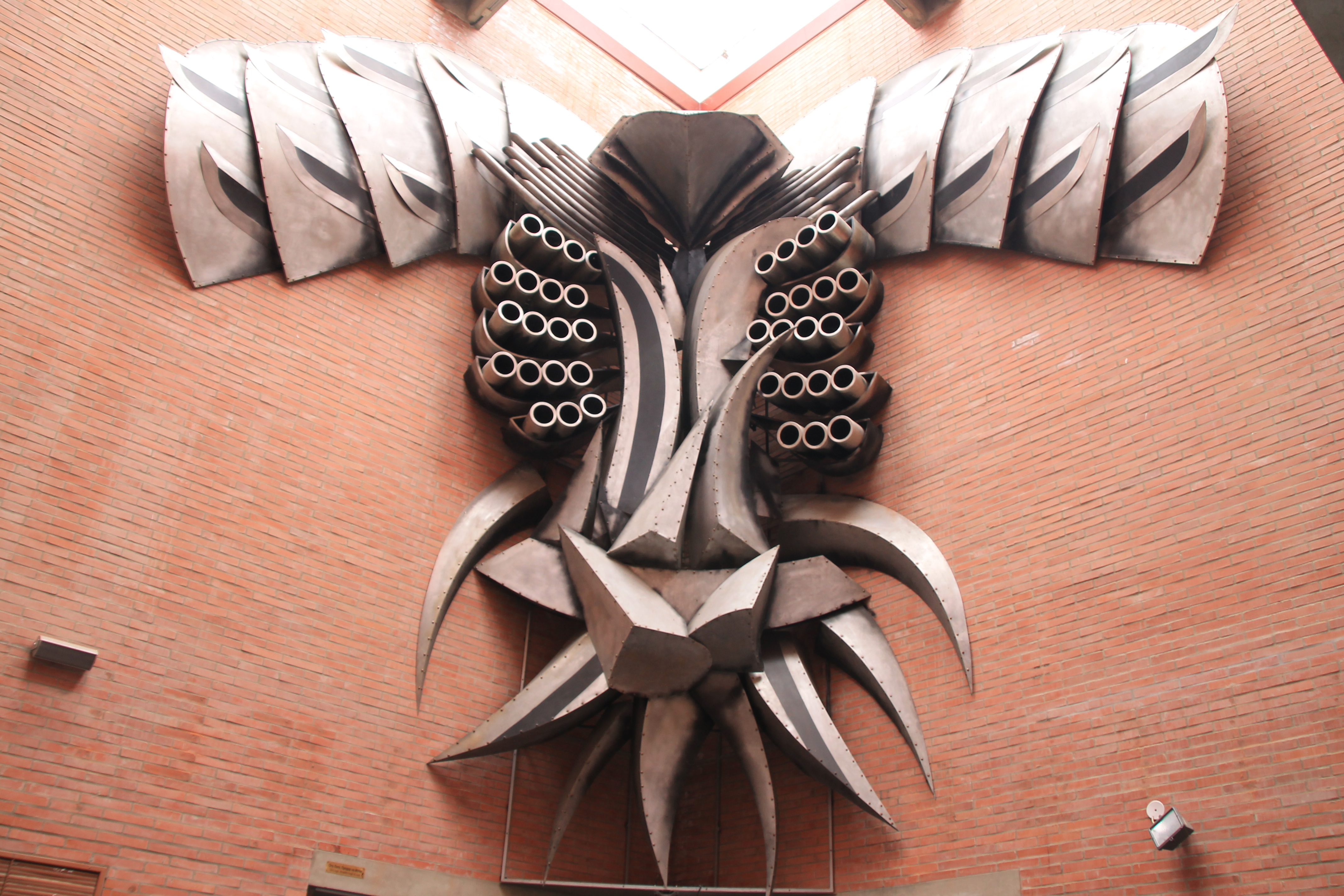
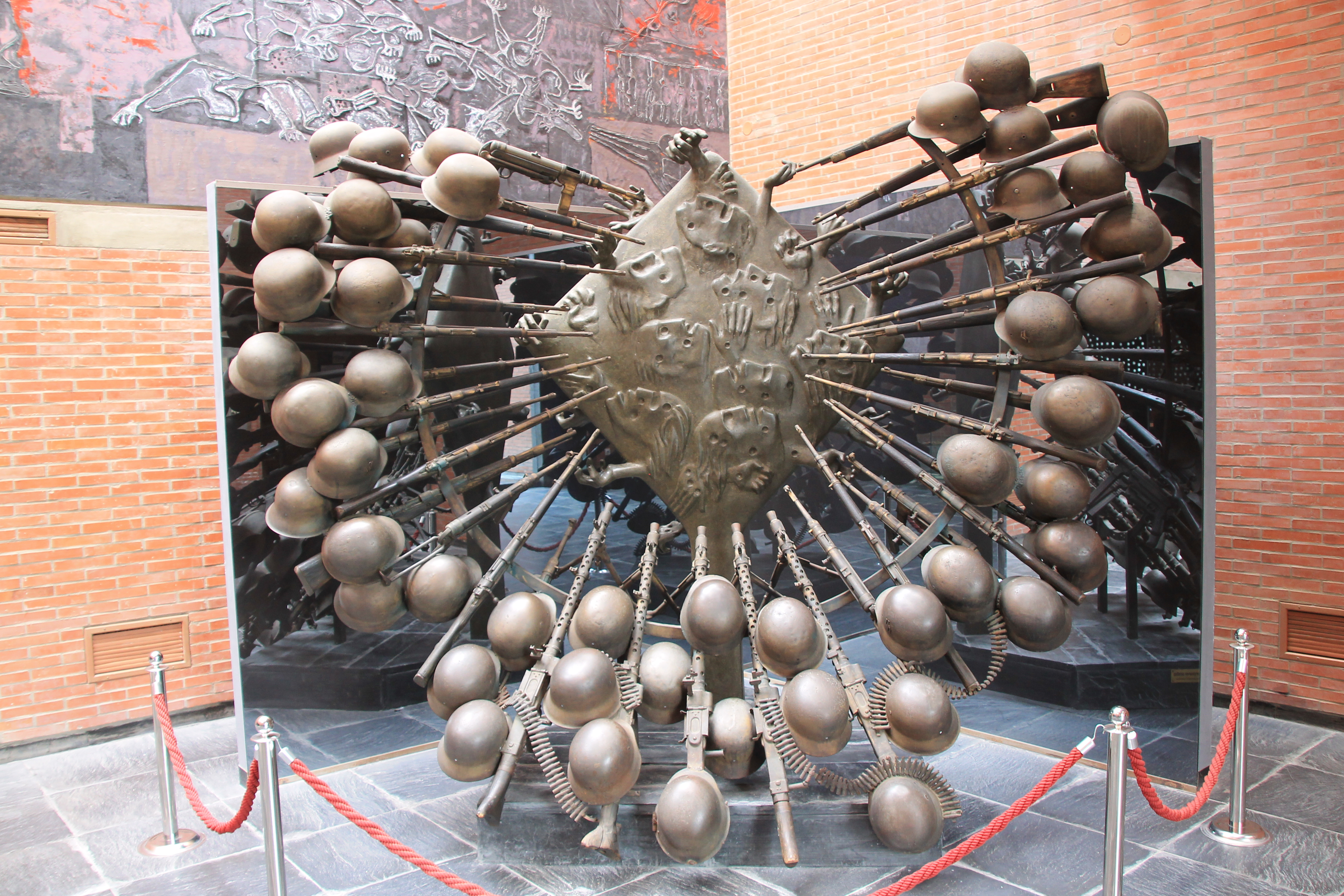